# Неомарксизам
Неомарксизам је школа марксизма која је настала у 20. веку и базирала се на раним делима Маркса, пре утицаја Енгелса, која су се фокусирала на дијалектички идеализам уместо на дијалектички материјализам. Из тог разлога, неомарксизам одбацује економски детерминизам. 
Неомарксизам има шире разумевање друштвене неједнакости, статуса и моћи Макса Вебера од ортодоксне марксистичке теорије.